# SBB Em 831
Die Em 831 ist eine dreiachsige, diesel-hydraulische Rangierlokomotive der Schweizerischen Bundesbahnen (SBB).

## Geschichte
Im Jahr 1989 bestellte die SBB drei Prototypen der Gattung Em 3/3 bei der Robert Aebi AG (RACO). Diesen drei sollten ursprünglich noch 45 Lokomotiven folgen. Infolge einer Verzögerung bei der Bremsausrüstung konnte die erste Lokomotive erst im Dezember 1991 die Probefahrt unternehmen. Mit der ungefähr zeitgleichen Einführung und nochmaligen Überarbeitung der UIC-Bauartbezeichnungen wurden diese Maschinen als Em 831 000 bis Em 831 002 in Dienst gestellt. Die offizielle Übergabe der Em 831 000 erfolgte im Februar 1992, die beiden anderen im Juni 1992. Sie waren als universales Rangierfahrzeug konzipiert, das auch für den Baudienst verwendbar sein sollte. So war vorgesehen, dass neben hohen Lasten bei niedrigen Geschwindigkeiten auch zum Überführen von Bauzügen und Güterzügen bei Streckengeschwindigkeit. Als Novum bei der SBB war von Anfang an eine Funkfernsteuerung eingebaut.
Die Em 831 war der grösste und auch der letzte von RACO entwickelte Lokomotivtyp. Nach diesen drei Maschinen wurden bis 1995 noch 21 Fahrzeuge ausgeliefert, danach die Schienenfahrzugproduktion eingestellt.
Die eher schlechten Laufverhältnissen bei höheren Geschwindigkeiten führten dazu, dass eine Serienbestellung unterblieb und anstatt dessen die vierachsige Am 841 beschafft wurde.

## Technik und Einsatz
Der Fahrgestellrahmen besteht aus zwei durchgehenden Langträgern mit angeschweissten Stirnplatten und bildet so eine verwindungssteife Einheit.
Die Maschinen besitzen einen Cummins-Dieselmotor der Bauart KTA 38-L. Dieser Motor kann eine Maximalleistung von 900 kW(1220 PS) abgeben.
Die anfänglich vorhandene Scharfenberg-Rangierkupplung wurde nach kurzer Zeit entfernt. Die eingebaute Vielfachsteuerung wurde nicht planmässig, die Funkfernsteuerung selten benutzt, zum Einsatzende bei der SBB Cargo war sie bereits stillgelegt.
| SBB Bezeichnung | TSI-Nummer        | Inbetriebnahme | Hersteller | Fabrikationsnummer | Verkauf | Aktueller Besitzer | Bemerkungen |
| --------------- | ----------------- | -------------- | ---------- | ------------------ | ------- | ------------------ | ----------- |
| Em 831 000      | 98 85 5 837 827-5 | 2.1992         | RACO       | 2003               | 2013    | Stauffer           |             |
| Em 831 003      | ?                 | 6.1992         | RACO       | 2004               | 2012    | Stauffer           |             |
| Em 831 002      | ?                 | 6.1992         | RACO       | 2005               | 2012    | Stauffer           |             |

## Einsatz
Die Fahrzeuge waren unter anderem in Biel, Suhr und Winterthur im Rangierdienst tätig. Später wurden sie vor allem im Raum Suhr-Lenzburg-Birrfeld eingesetzt, wobei Suhr das Haupteinsatzort war.
Anfänglich waren sie dem Depot Olten zugeteilt, später erfolgte der Unterhalt in der Serviceanlage RBL.
Alle drei Fahrzeuge kamen bei der Divisionalisierung 1999 zu SBB Cargo.
Mit Inbetriebnahme der Eem 923 schieden die drei Fahrzeuge als Splittergruppe aus dem SBB Cargo Fahrzeugpark aus und wurden alle zwischen 2012 und 2013 an die Firma Stauffer in Frauenfeld verkauft.

## Verbleib
Die anstehenden Revisionen 2011 und 2012 wurden zurückgestellt oder nicht zu Ende geführt und die Maschinen dieser Splittergattung 2012 und 2013 ausser Dienst gestellt. Damit verschwanden sie zwei Jahre eher als ihre 30 Jahre älteren Schwestern der Baureihe Em 3/3 komplett aus dem Betriebsdienst. Sie wurden an die Stauffer Schienen- und Spezialfahrzeuge verkauft, die sie landesweit vermietet und betreut. Die ehemalige Em 831 000 ist für die Firma Stauffer als Em 837 827-5 bereits wieder im Einsatz.